# Хатсон, Шон
Шон Хатсон (англ. Shaun Hutson; род. 1958) — британский писатель, известный своими романами ужасов и тёмными городскими триллерами.

## Биография
Он родился и вырос в Хартфордшире, Англия, а в настоящее время живёт и работает в Милтон-Кинс, Бакингемшир. После исключения из школы работал швейцаром в кинотеатре, барменом и продавцом, прежде чем стать профессиональным автором.
Проза Хатсона часто шокирует читателей. Например, Шон Дойл, антигерой нескольких его книг, является «противотеррористом» со склонностью к зверскому насилию и определённой степенью презрения к власти. Дойл часто тяжело вооружается, используя Desert Eagle 0.50 калибра и автоматический Beretta 93R пистолет-пулемёт.
Шон Хатсон увлекается кино, рок-музыкой (играл как барабанщик и гитарист). Также является футбольным болельщиком, фанатом Ливерпуля более 30 лет.